# 오솔리네움
오솔린스키 국립 연구소(폴란드어: Zakład Narodowy im. Ossolińskich), 또는 오솔리네움(폴란드어: Ossolineum)은 폴란드 브로츠와프에 있는 출판사, 기록 보관소, 연구 센터다.
1817년에 오스트리아 제국(현재의 우크라이나)의 지배를 받고 있던 르비우에서 설립되었으나, 1939년에 폴란드 침공이 일어나면서 폐쇄되었고, 1947년에 브로츠와프로 자리를 옮겨 오늘에 이르고 있다. 크라쿠프의 야기에우워 도서관에 이어 폴란드에서 두 번째로 큰 기관이다. 출판 부서는 19세기 초 이후 폴란드에서 가장 오래되고도 지속적이다. 설립자인 폴란드 귀족 요제프 막시밀리안 오솔린스키 백작 (1748-1826)의 이름을 따서 명명되었다.